# Examination
Examination är det eller de moment i en kurs som ger underlag för betygssättning. Rättssäker examination vid högskola eller universitet kan utgöras av ett skriftligt eller muntligt tidsbegränsat prov, exempelvis salstentamen, hemtentamen, datorbaserade prov (exempelvis med hjälp av lärplattform) eller duggor (korta prov). Alternativt kan examination utgöras av inlämninguppgift (hemuppgift), laborationsuppgift, praktik med omdöme av lokal handledare i samverkan med lärosätets examinator, diskussionuppgift muntligen i seminarieform eller skriftligen i lärplattformens diskussionsforum, skrivande av kortare pm, eller längre uppsats, samt praktisk projektuppgift eller längre examensarbete med muntlig och skriftlig redovisning (projektrapport), och ibland opposition på annan students uppsats. Kurser kan ha kontinuerlig examination, så att alla redovisningsuppgifter under kursens gång sammanvägs och påverkar slutbetyget, eller så kan betyg sättas baserat på avslutande prov, medan övriga redovisningsuppgifter ses som instuderingsuppgifter som endast krävs för att passera godkäntgränsen.
Den som fattar beslut om betyget benämns examinator.
Fusk vid examination på högskola eller universitet kan föranleda avstängning 2–3 månader.